# Giulio Cesare Viancini
Giulio Cesare Viancini (Savigliano, 19 agosto 1726 – Biella, 22 ottobre 1797) è stato un arcivescovo cattolico italiano.

## Biografia
Di famiglia di rango comitale, figlio di Carlo Francesco Viancini, signore di Genola e Torricella, di Teresa Avogadro, si laureò in utroque iure all'università di Torino il 27 maggio 1748 e fu ordinato presbitero il 14 marzo 1750. Era iscritto al clero di Santa Maria di Piazza. Fu convittore dell'Accademia ecclesiastica di Superga dal 6 novembre 1751. L'8 ottobre 1761 fu nominato direttore del Regio Collegio delle Province a Torino.
Il 16 maggio 1763 fu nominato arcivescovo di Sassari e il 10 luglio dello stesso anno fu consacrato vescovo a Torino dal cardinale Carlo Vittorio Amedeo delle Lanze.
Durante l'episcopato a Sassari riformò la disciplina ecclesiastica e combatté gli abusi delle pratiche religiose tradizionali e del clero secolare e regolare spesso con eccessi di radicale severità (' e perciò dal volgo venne ritenuto come nemico dei Santi e della Vergine '). 
Rese le parrocchie protagoniste dell'attività pastorale, anche a scapito dei conventi e delle confraternite. Ebbe perciò dei dissidi con i francescani e dopo l'elezione di papa Clemente XIV, che era un conventuale, fu ascritto al partito antifratesco.
In materia di liturgia non era favorevole al moltiplicarsi degli altari laterali nelle chiese e proibì i gosos tradizionali in vista di uno stile più severo. Si concentrò sull'istruzione catechistica per i laici, adottando il catechismo del vescovo di Mondovì Michele Casati al posto di quello del cardinale Roberto Bellarmino; volle ingrandire il seminario a dispetto delle tenui rendite dell'arcidiocesi; insistette per rimodernare l'università e ne estromesse i gesuiti (verso i cui principi e metodi educativi manifestò sempre astio). 
Ebbe a cuore i problemi sociali: ampliò l'ospedale e destinò i redditi di San Michele di Plaiano per l'apertura di una farmacia pubblica. Giunse ad occuparsi anche della sicurezza delle strade.
Tuttavia, la grande severità e la sua limitazione del culto dei santi, nonché l'interdizione di numerose chiese minori del territorio durante le sue tre visite pastorali, lo resero un arcivescovo poco amato dal popolo, che lo sospettò di iconoclastia.
Il 7 settembre 1772 fu trasferito alla neo-eretta sede di Biella, mantenendo il titolo personale di arcivescovo.
La nuova diocesi aveva bisogno di rendite e, nel clima del giurisdizionalismo piemontese, in cui lo Stato intendeva esercitare un controllo sulla Chiesa, si pensò di ricorrere ai beni di vari ordini religiosi, che per loro natura erano più difficilmente controllabili da parte delle autorità civili. Procurò infatti la soppressione del convento dei padri somaschi ed evitò che le rendite fossero applicate al convento somasco di Alessandria, per destinarle alla prebenda teologale, cioè per il mantenimento di un canonico teologo nel capitolo della cattedrale. Il convento dei somaschi fu effettivamente soppresso nel 1798. Riuscì invece già nel 1778 a sopprimere il monastero di San Girolamo, dei padri gerolimini, il cui patrimonio, sebbene fosse gravato da ingenti debiti, fu destinato al seminario.
Anche a Biella Viancini diede prova di severità, infliggendo ai parroci penitenze pubbliche. Cercò di stabilire il primato delle parrocchie sui santuari, sui conventi e sulle confraternite, intervenendo concretamente in diverse parrocchie della diocesi, con provvedimenti anche drastici come la chiusura di oratorii rurali e la demolizione di numerosi altari laterali. Fra questi provvedimenti spicca nel 1782 la sconsacrazione della chiesa di San Pietro Levita di Salussola e la sottrazione delle reliquie del santo al culto, in attesa di verificarne l'autenticità.
Suscitò opposizione nel 1773 la variazione del percorso tradizionale della processione del Corpus Domini, da cui volle escluso il passaggio per il borgo medievale del Piazzo. Anche altre processioni furono riformate e limitate da Viancini, che era ostile alla religiosità popolare, provocando le proteste del Consiglio comunale nel 1783.
Nel 1780 il pellegrinaggio della Famiglia Reale a Oropa obbligò il vescovo ad ammorbidire le sue posizioni, così che si limitò a mettere in guardia i fedeli dagli abusi dei pellegrinaggi.
Si dimostrò generoso verso i poveri durante le carestie del 1783 e del 1793. Nel 1789 fondò il seminario minore.
Pur non dichiarandosi apertamente, favorì nella diocesi la diffusione di idee giansenistiche, infatti durante il suo episcopato furono stampati numerosi libri che esponevano dottrine giansenistiche. Evitò però di convocare il sinodo diocesano, nonostante fosse stato esortato in tal senso dalla Santa Sede, probabilmente per il timore di replicare a Biella un sinodo simile a quello di Pistoia del 1786.
Colpito da un attacco di epilessia il 1º luglio 1795, morì il 22 ottobre 1797.

## Genealogia episcopale e successione apostolica
La genealogia episcopale è:
- Cardinale Scipione Rebiba
- Cardinale Giulio Antonio Santori
- Cardinale Girolamo Bernerio, O.P.
- Arcivescovo Galeazzo Sanvitale
- Cardinale Ludovico Ludovisi
- Cardinale Luigi Caetani
- Cardinale Ulderico Carpegna
- Cardinale Paluzzo Paluzzi Altieri degli Albertoni
- Papa Benedetto XIII
- Papa Benedetto XIV
- Cardinale Carlo Vittorio Amedeo Ignazio delle Lanze
- Arcivescovo Giulio Cesare Viancini

La successione apostolica è:
- Vescovo Tommaso Struzzieri, C.P. (1764)
- Vescovo Pietro Paolo Carta (1765)